# Dicranomyia (Dicranomyia) repanda
Dicranomyia (Dicranomyia) repanda is een tweevleugelige uit de familie steltmuggen (Limoniidae). De soort komt voor in het Australaziatisch gebied.